# Zimbabwe op de Olympische Zomerspelen 2004
Zimbabwe nam deel aan de Olympische Zomerspelen 2004 in Athene, Griekenland. Zwemster Kirsty Coventry won drie medailles. Het waren de eerste medailles sinds 1980.

## Medailleoverzicht
| Sport   | Olympiër        | Discipline   | Medaille |
| ------- | --------------- | ------------ | -------- |
| Zwemmen | Kirsty Coventry | 200 m rug    | Goud     |
| Zwemmen | Kirsty Coventry | 100 m rug    | Zilver   |
| Zwemmen | Kirsty Coventry | 200 m wissel | Brons    |

## Deelnemers & Resultaten
(m) = mannen, (v) = vrouwen 
| Sport       | Olympiër (deelname)          | Discipline     | Resultaat    | Prestatie |
| ----------- | ---------------------------- | -------------- | ------------ | --- |
| Atletiek    | Brian Dzingai                | 200m (m)       | 23e tijd     | 1R serie 3: 20,72 (4e) 2R serie 2: 20,87 (5e) |
| Atletiek    | Lewis Banda                  | 400m (m)       | 9e tijd      | 1R serie 5: 45,37 (2e) HF 1: 45,23 (4e) |
| Atletiek    | Young Talkmore Nyongani      | 400m (m)       | 27e tijd     | 1R serie 6: 46,03 (3e) |
| Atletiek    | Lloyd Zvasiya                | 400m (m)       | 45e tijd     | 1R serie 1: 47,19 (6e) |
| Atletiek    | Abel Chimukoko               | marathon (m)   | 48e          | 2:22.09 |
| Atletiek    | Winneth Dube                 | 100 m (v)      | 39e tijd     | 1R serie 2: 11,56 (6e) |
| Schietsport | Michael Sean James Nicholson | dubbeltrap (m) | 16e          | kwalificatie: 128 punten |
| Tennis      | Wayne Black Kevin Ullyett    | dubbelspel (m) | kwart finale | 1R: wonnen van Arnaud Clément, Sébastien Grosjean (Fra) (5-7, 6-4, 9-7) 2R: wonnen van André Sá, Flavio Saretta (Bra) (6-3, 6-4) KF: verloren van Leander Paes, Mahesh Bhupathi (Ind) )4-6, 4-6) |
| Tennis      | Cara Black                   | enkelspel (v)  | 2e ronde     | 1R: won van Tina Pisnik (Slo) (6-3, 5-7, 6-4) 2R: verloor van Chanda Rubin (Usa) (4-6, 6-3, 3-6)                                                                                                 |
| Zwemmen     | Brendan Ashby                | 100 m rug (m)  | 39e tijd     | series: 58,91 |
| Zwemmen     | Kirsty Coventry              | 100 m rug      | Zilver       | series: 1.01,60 CR HF: 1.01,21 CR F: 1.00,50 CR |
| Zwemmen     | Kirsty Coventry              | 200 m rug      | Goud         | series: 2.12,49 CR HF: 2.10,04 CR F: 2.09,19 CR |
| Zwemmen     | Kirsty Coventry              | 200 m wissel   | Brons        | series: 2.13,33 CR HF: 2.13,68 F: 2.12,72 CR |

Afghanistan · Albanië · Algerije · Amerikaanse Maagdeneilanden · Amerikaans-Samoa · Andorra · Angola · Antigua en Barbuda · Argentinië · Armenië · Aruba · Australië · Azerbeidzjan · Bahama's · Bahrein · Bangladesh · Barbados · België · Belize · Benin · Bermuda · Bhutan · Bolivia · Bosnië en Herzegovina · Botswana · Brazilië · Britse Maagdeneilanden · Brunei · Bulgarije · Burkina Faso · Burundi · Cambodja · Canada · Centraal-Afrikaanse Republiek · Chili · China · Chinees Taipei · Colombia · Comoren · Congo-Brazzaville · Congo-Kinshasa · Cookeilanden · Costa Rica · Cuba · Cyprus · Denemarken · Djibouti · Dominica · Dominicaanse Republiek · Duitsland · Ecuador · Egypte · El Salvador · Equatoriaal-Guinea · Eritrea · Estland · Ethiopië · Fiji · Filipijnen · Finland · Frankrijk · Gabon · Gambia · Georgië · Ghana · Grenada · Griekenland · Groot-Brittannië · Guam · Guatemala · Guinee · Guinee‑Bissau · Guyana · Haïti · Honduras · Hongarije · Hongkong · Ierland · IJsland · India · Indonesië · Irak · Iran · Israël · Italië · Ivoorkust · Jamaica · Japan · Jemen · Jordanië · Kaaimaneilanden · Kaapverdië · Kameroen · Kazachstan · Kenia · Kirgizië · Kiribati · Koeweit · Kroatië · Laos · Lesotho · Letland · Libanon · Liberia · Libië · Liechtenstein · Litouwen · Luxemburg · Macedonië · Madagaskar · Malawi · Malediven · Maleisië · Mali · Malta · Marokko · Mauritanië · Mauritius · Mexico · Micronesië · Moldavië · Monaco · Mongolië · Mozambique · Myanmar · Namibië · Nauru · Nederland · Nederlandse Antillen · Nepal · Nicaragua · Nieuw-Zeeland · Niger · Nigeria · Noord-Korea · Noorwegen · Oeganda · Oekraïne · Oezbekistan · Oman · Oostenrijk · Oost‑Timor · Pakistan · Palau · Palestina · Panama · Papoea-Nieuw-Guinea · Paraguay · Peru · Polen · Portugal · Puerto Rico · Qatar · Roemenië · Rusland · Rwanda · Saint Kitts en Nevis · Saint Lucia · Saint Vincent en Grenadines · Salomonseilanden · Samoa · San Marino · Sao Tomé en Principe · Saoedi-Arabië · Senegal · Servië en Montenegro · Seychellen · Sierra Leone · Singapore · Slovenië · Slowakije · Soedan · Somalië · Spanje · Sri Lanka · Suriname · Swaziland · Syrië · Tadzjikistan · Tanzania · Thailand · Togo · Tonga · Trinidad en Tobago · Tsjaad · Tsjechië · Tunesië · Turkije · Turkmenistan · Uruguay · Vanuatu · Venezuela · Verenigde Arabische Emiraten · Verenigde Staten · Vietnam · Wit-Rusland · Zambia · Zimbabwe · Zuid-Afrika · Zuid-Korea · Zweden · Zwitserland